# Phelsuma gouldi
Phelsuma gouldi là một loài thằn lằn trong họ Gekkonidae. Loài này được Crottini, Gehring, Glaw, Harris, Lima & Vences mô tả khoa học đầu tiên năm 2011.